# Conservatorio di Santa Maria di Loreto
Das Conservatorio di Santa Maria di Loreto war das älteste der vier Waisenhäuser und Konservatorien von Neapel, die im 17. und 18. Jahrhundert auch eine entscheidende Rolle im Musikleben der Stadt spielten, und zur Bildung der sogenannten Neapolitanischen Schule führten. Es war – wie die anderen drei auch – eine der bekanntesten und besten Ausbildungsstätten für Kastraten und bestand von 1535 bis 1797.

## Geschichte
Im Neapel des 16. Jahrhunderts herrschten Armut und Misere. Ein „mastro“ Francesco, der vermutlich ein einfacher Handwerker war, hatte im Jahr 1535 die Idee, ein Waisenhaus in der Nähe der Kirche Santa Maria di Loreto zu bauen, für verwaiste und arme Kinder beiderlei Geschlechts (aber streng voneinander getrennt); laut Francesco Florimo war das genaue Datum der Gründung der 29. Juni 1535. In der Folge wurde das Projekt von dem spanischen „Protonotario Apostolico“  Giovanni di Tapia unterstützt, der sich bis zu seinem Tode im Jahr 1543 ausschließlich dem Waisenhaus widmete. 1560 wurde es von der neapolitanischen Regierung in einen größeren Sitz überführt, nach wie vor bei Santa Maria di Loreto. Die Leitung des Institutes lag in den Händen von sechs sogenannten Governatori aus dem Volk von Neapel, die jährlich gewählt wurden, und zwar am letzten Sonntag im August, dem Tag der Madonna di Loreto; einer von ihnen hatte auch das Amt des Präsidenten des Sacro Consiglio.
Das Erkennungsmerkmal der Kinder war ihre vollkommen weiße Kleidung mit einem langen Untergewand (sottana) und einem kürzeren Obergewand, der zimarra, dazu ein weißes Barett.  Abgesehen von meist anonymen Spenden reicher oder adeliger Mitmenschen, sorgten die Kinder selber für ihren Unterhalt, indem sie in Gruppen auf den Straßen oder in den Kirchen Neapels Almosen sammelten, oder bei Prozessionen und Begräbnissen als Kerzenträger und Sänger teilnahmen – dabei wirkten sie wegen ihrer weißen Gewänder auf die Menschen wie „Engelein“ (angiulilli).
1565 wurden die Mädchen in bereits existierende Waisenhäuser für Mädchen an der Santissima Annunziata und an Sant’Eligio ausgelagert. Im gleichen Jahr wurde das Waisenhaus den Patres von Somaschi übertragen, die den Kindern Unterricht in Grammatik, Religion, Philosophie und Wissenschaften gaben. Die Jungen bekamen außerdem die Möglichkeit, eine Lehre in einem Handwerk zu machen, um sich später selber ernähren zu können.
Es ist nicht bekannt, wann genau man mit dem Musikunterricht begann, allerdings erscheinen zwischen 1630 und 1640 erstmals Musiker in den Dokumenten, die als Lehrer ein fixes Gehalt von monatlich einem Dukaten bekamen. Es handelte sich um einen maestro de cappella (Kapellmeister), einen maestro de cornetta (Lehrer für Zink) und einen maestro de violini (Violinlehrer). Der erste namentlich bekannte Lehrer des Institutes erscheint in einem Dokument von 1656, wo es um die Aufführung einer Kantate geht: Il fido campione della Divina Provvidenza, mit Musik von Andrea Marino.
Ab 1644 wurden die Pforten auch auswärtigen Schülern geöffnet, die also keine Waisenkinder waren und für eine mindestens sechsjährige musikalische Ausbildung bezahlen mussten.
Der bemerkenswerte Erfolg der Schule begann unter Francesco Provenzale, der von 1664 bis 1675 Direktor (primo maestro) war. Nach ihm wurde die Schule von Gaetano Veneziano, Nicola Acerbo, Pietro Bartilotti und Giuliano Perugino geleitet. Auch Alessandro Scarlatti diente dem Institut 1689 als primo maestro – jedoch nur für einen Monat. Im 18. Jahrhundert wirkten andere große Meister der neapolitanischen Schule: Francesco Mancini (1720–1737), Giovanni Fischietti (1737–1739), Nicola Porpora (1739–1741 und 1758–1760), Francesco Durante (1742–1761), Gennaro Manna (1756–1761), Pietro Antonio Gallo (1761–1777) und Fedele Fenaroli (1777–1807).
Das Santa Maria di Loreto war die größte und meistbesuchte Musikschule Neapels; es hatte im Durchschnitt 1500 Schüler alle zehn Jahre. Es wurde in seinen Aktivitäten durch die Bewohner des umliegenden Loreto-Viertels unterstützt, die häufig kamen, um die Knabenchöre während der Messe und anderen heiligen Funktionen singen zu hören.
Im Jahr 1797 wurde das Conservatorio di Santa Maria di Loreto durch König Ferdinand IV. von Bourbon geschlossen und die Gebäude als Militärhospital genutzt. Restliche Schüler wurden vor allem vom Sant’Onofrio aufgenommen, das zu diesem Zeitpunkt selber nur noch etwa 30 Schüler hatte.
Bis zur Zerstörung durch die Bomben des Zweiten Weltkriegs konnte man über dem Tor den Leitspruch des Conservatorio lesen: Un dì ad Apollo, ad Esculapio or sacro („Eines Tages zu Apollo, zu Aesculap oder zum Heiligen“).

## Bedeutende Schüler und Lehrer von Santa Maria di Loreto
Lehrer:
- Alessandro Scarlatti (1660–1725)
- Francesco Mancini (1672–1737)

Schüler und Lehrer:
- Francesco Provenzale (1624–1704)
- Gaetano Veneziano (1656–1716)
- Giovanni Veneziano (1683–1742)
- Francesco Durante (1684–1755)
- Nicola Porpora (1686–1768)
- Nicola Fiorenza (nach 1700–1764)
- Gennaro Manna (1715–1779)
- Antonio Sacchini (1730–1786)
- Fedele Fenaroli (1730–1818)
- Domenico Cimarosa (1749–1801)

Schüler:
- Michele Caballone
- Nicola Bonifacio Logroscino (1698–um 1765)
- Giovanni Battista Pergolesi (1710–1736)
- Davide Perez (1711–1778)
- Tommaso Traetta (1727–1779)
- Pietro Alessandro Guglielmi (1728–1804)
- Giuseppe Giordani (1751–1798)
- Carlo Coccia (1782–1873)